# Brackenridgia reddelli
Brackenridgia reddelli là một loài chân đều trong họ Trichoniscidae. Loài này được Vandel miêu tả khoa học năm 1965.